# Костромина, Татьяна Анатольевна
Татьяна Анатольевна Костромина (род.15 февраля 1973), в замужестве взявшая фамилию Бар (нем. Bahr) — советская, белорусская и немецкая спортсменка, игрок в настольный теннис, призёр чемпионатов Европы. Заслуженный мастер спорта Республики Беларусь (2007).

## Биография
Родилась в 1973 году в Гомеле. Выступая за СССР в 1989 году завоевала серебряную медаль первенства Европы среди юниров в одиночном разряде, а на первенстве Европы среди юниоров 1990 года стала обладательницей золотой медали в составе команды, и серебряных медалей в одиночном и парном разрядах.
После распада СССР стала гражданкой Белоруссии. В 1998 году завоевала бронзовую медаль чемпионата Европы в смешанном разряде. В 2000 году приняла участие в Олимпийских играх в Сиднее, но наград не завоевала. В 2002 году стала обладательницей серебряной медали чемпионата Европы в парном разряде. В 2004 году приняла участие в Олимпийских играх в Афинах, но наград опять не завоевала. В 2008 году приняла участие в Олимпийских играх в Пекине, но вновь осталась без наград.
Впоследствии эмигрировала в Германию. В 2012 году вышла замуж за Кристина Бара и сменила фамилию.